# Деян Христов
Деян Борисов Христов (роден на 28 февруари 1983 г. в Павликени) е български футболист, нападател, който играе за Локомотив (Горна Оряховица).

## Кариера
Деян Христов започва кариерата си в Етър през 2002 година. От 2003 до 2006 е в Нефтохимик, където записва 19 мача и вкарва 2 гола, а през 2006 е даден под наем на Поморие, там вкарва 6 гола в 25 мача и е привлечен в Черноморец Бургас, но там записва само 10 мача и вкарва 4 гола. През 2007 преминава в Светкавица и записва 10 мача и 6 гола и отново се завръща в Нефтохимик през 2007, където до 2009 изиграва 54 мача и вкарва невероятните 40 гола, с което се превръща в любимец на феновете на Нефтохимик и си спечелва прякора Терминатора. През 2009 преминава в Сливен, където също е голмайстор 16 гола в 44 мача. През 2011 преминава в казахстанския Кайрат там също е титуляр и вкарва 2 гола в 20 мача. През зимата на 2012 преминава в Ботев Пловдив. През юли 2012 г. подписва за една година с ПФК Монтана.

## Статистика по сезони
| Сезон    | Отбор           | Първенство                | Мачове | Голове |
| -------- | --------------- | ------------------------- | ------ | ------ |
| 2006/ес. | Черноморец      | Б група                   | 10     | 4      |
| 2007/пр. | Светкавица      | Б група                   | 10     | 6      |
| 2007/08  | Нафтекс         | Б група                   | 27     | 15     |
| 2008/09  | Нафтекс         | Б група                   | 27     | 25     |
| 2009/10  | Сливен          | А група                   | 29     | 10     |
| 2010/ес. | Сливен          | А група                   | 15     | 5      |
| 2011     | Кайрат (Алмати) | Казахстанска Премиер Лига | 20     | 2      |
| 2012/пр. | Ботев (Пд)      | Б група                   | 11     | 3      |
| 2012/ес. | Монтана         | А група                   | 11     | 3      |
| 2013/пр. | Светкавица      | Б група                   | 7      | 3      |
| 2013/ес. | Нефтохимик (Бс) | А група                   | 17     | 2      |
| 2014/пр. | Спартак (Вн)    | Б група                   | 11     | 6      |
| 2014/15  | Черноморец (Бс) | Б група                   | 26     | 9      |
| 2015/ес. | Верея           | Б група                   | 11     | 4      |
| 2016/пр. | Септември (Сим) | Б група                   | 12     | 2      |
| 2016/17  | Созопол         | Втора лига                | 30     | 5      |